# Вања Краут
Вања Краут (Шибеник, 30. јануар 1929 — Београд, 8. август 2012) била је историчар уметности и кустос Народног музеја у Београду.

## Биографија
Рођена је у Шибенику, где је завршила основну и средњу школу. Пре матурирања почела је да ради у Министарству поморства, 1946. године, уједно учила и дипломирала 1949. године у Вишој филмској школи. Запослила се као глумица у Звезда филму (1949-1950), затим позоришту Београдска комедија (1951-1955). Студије историје уметности завршила је на Филозофском факултету у Београду, 15. фебруара 1957. године. Била је врло кратко архивиста у Војнотехничком институту ЈНА. Као службеник у Савезу музејско-конзерваторских радника ФНРЈ (1957-1960) положила је стручни испит 1959. године. Радила је у Народном музеју од 1. фебруара 1960. године.
После приправничког и асистентског стажа код Моме Стевановића, у Одељењу иностране уметности, Вања Краут је постављена за првог и дуго година јединог кустоса Кабинета графике. Магистрирала је 1974. године са темом Цртежи српских уметника 19. века и приредила истоимену изложбу. Била је аутор је приручника Рад и организација Кабинета графике.

## Професионални рад
За двадесет осам година руковођења Кабинетом графике обрадила је 5150 радова. Изложбену делатност започела је помажући Моми Ставановићу при поставци Изложбе цртежа холандских мајстора 17. века из збирке Фодор у Амстердаму. Аутор је педесет једне изложбе у Народном музеју и другим просторима, међу њима: Карикатуре Бете Вукановић, Изложба цртежа Саве Шумановића, Цртежи српских уметника у збирци Народног музеја, Изложба цртежа француских мајстора  19. и 20. века из збирке Народног музеја у Београду и у Народном музеју у Љубљани, Цртежи и графике Ђорђа Андрејевића Куна у Новом Саду, Србобрану, Савином Селу, Бачком Добром Пољу, Врбасу и Смедереву, Љубомир Ивановић у Галерији САНУ, Дрворези Албрехта Дирера из збирке Народног музеја у Високом, Брчком и Београду, Цртежи, акварели и графике француских мајстора из збирке Народног музеја у Врбасу и Крушевцу, Београдски сликари између два рата у Хелсинкију, Цртежи Стеве Тодоровића у Галерији Графички колектив, Графике уметника Париске школе у збирци Кабинета графике Народног музеја, Јан Тороп и његови савременици – Холандска графика с краја 19. и почетка 20. века из збирке Народног музеја, Отворени графички атеље (1984-1992), Француски мајстори и Париска школа из збирке Народног музеја у Осијеку, Београду, Марибору, Приштини и Сарајеву, Од Дега до Пикаса из збирке Народног музеја у Музеју у Шартру.
Као коаутор урадила је седамнаест изложби: са Момом Стевановићем Изабрана дела мајстора из Белог двора (1961), са Вером Ристић Изложбе сликара револуционара, Слике и цртежи Моше Пијаде, Мило Милуновић из збирке Народног музеја; са групом кустоса Поклони Народном музеју (1974, 1980), са Николом Кусовцем Поклон збирка Арса и Војке Милатовић, са Ирином Суботић Пикасо и његови савременици из збирке Народног музеја, Збирка Ериха Шломовића, Ремек-дела француских мајстора 19. и 20. века у Народном музеју у Београду, која је приређена  у четири јапанска центра.
Била је члан организационог одбора, комесар или задужена за поставку двадесет изложби из иностранства: Винсент ван Гог у колекцији Државног музеја Кролер-Милер из Отерлоа, Стара немачка графика у колекцији Графичког кабинета у Дрездену, Стари мајстори из Ермитажа, Немачка графика 1910-1930. из Државног музеја у Источном Берлину, Алфонс Муха и чешка сецесија из Народне галерије и Уметничко-историјског музеја у Паргу, Дирер – инспирација уметника из Музеја у Нирнбергу, Амерички дрворез – препород и иновација, Савремена јапанска графика и др. 
Објављивала је у Зборнику Народног музеја, Зборнику за ликовне уметности Матице српске, Веснику Војног музеја, Годишњаку града Београда и другим стручним часописима. Запажене су и значајне њене монографске студије о Љуби Ивановићу, Стеви Тодоровићу, Богдану Кршићу, одреднице у енциколопедијама Лексикографског завода, Просвете и других издавача. Круна њеног бављења културним добрима у Кабинету графике су Историја српске графике од 15. до 20. века и Каталог збирке цртежа 19. века.
Вања Краут је покренула штампање ограничених тиража са оригиналних плоча и организовала курс графике, који су водили професори Бошко Карановић, Јаков Ђуричић и Жарко Смиљанић.
Аутор је сценарија за четири телевизијске емисије: Настава и развој графичке дисциплине, Развој српске графике од дрворезних илустрација до бакрореза 18. века, Српска графика 19. века са освртом на графику у Европи и Графика у Србији од 1900. до 1950. године. Одржала је више предавања и у јавним гласилима говорила о графици и Кабинету графике, последњи пут у њој посвећеној получасовној емисији под називом Ауторски отисак, емитованој два пута (2010. и 2012) на првом и другом програму РТС.
Од бројних послова које је Вања Краут успешно обавила издвојили бисмо Отворени графички атеље (1982-1991) под окриљем Народног музеја, онда Отворену графичку радионицу (1991-2000) у организацији УЛУС-а, Радио Београда 202 и НТВ Студија Б, такође и њено гостовање (1997-2000) на Међународном сајму уметности и уметничке опреме у Београду.
Народном музеју је поклонила свој портрет, рад Вељка Станојевића и пет акварела. Галерији Матице српске, која јој је указала част Дипломом у знак захвалности за успешну сарадњу и допринос поводом свог стопедесетогодишњег јубилеја (1997), поклонила је сто осамдесет радова, највише графика учесника Отвореног графичког атељеа.
Била је члан управе Друштва пријатеља Народног музеја, УЛУПУДС-а и многих селекционих комисија и жирија за доделу награда на престижним ликовним смотрама.

## Награде и признања
1962. Орден заслуга за народ
1980. Орден рада са златним венцем 
1986. Златни беочуг 
1988. Награда Михаило Валтровић
1995. Награда УЛУПУДС-а за животно дело